# Маклафлин, Кеана

Кеана Инаба Маклафлин (англ. Keauna Inaba McLaughlin; род. 25 сентября 1992 года в Тарзане, Калифорния, США) — американская фигуристка, выступавшая в парном катании. С Рокни Брубейкером они чемпионы мира среди юниоров 2007 года, а также двукратные чемпионы США в парном катании (2008 и 2009 годы).

## Карьера
Кеана и Рокни стали чемпионами мира среди юниоров выступая вместе менее года — они встали в пару весной 2006 года. С предыдущим партнёром — Этханом Бургесом, Кеана была четвёртой на чемпионате США среди юниоров в 2005 году.
В первом же «взрослом» сезоне (2007—2008) новая пара сумела попасть в число шести финалистов серии Гран-при, но после выступления в короткой программе вынуждена была сняться с соревнований из-за травмы ноги у Рокни.
В 2008 году они выиграли взрослый чемпионат США, но не смогли принять участие в чемпионате мира из-за возрастных ограничений ИСУ: Кеане ещё не исполнилось 15 лет. В то же время участие в чемпионате мира среди юниоров также было невозможно, так как Рокни уже исполнился 21 год.
Сезон 2008—2009 Кеана и Рокни начали с серебряной медали на этапе Гран-при: Skate America, а затем завоевали бронзу на этапе Skate Canada. В январе 2009 года подтвердили свой титул чемпионов страны, а вот на чемпионате Четырёх континентов стали только пятыми.
По окончании сезона, Марлафлин и Брубекер сменили тренера и перешли к британскому фигуристу, чемпиону мира и Европы 1953 года в парном катании, Джону Никсу.
В сезоне 2009—2010, пара крайне неудачно выступила на национальном первенстве — они лишь 5-е. Таким образом, дуэт не попал на Олимпийские игры в Ванкувере и чемпионат мира, хотя был отправлен на чемпионат Четырёх континентов где завоевал серебряные медали.
В июне 2010 года Кеана Маклафлин и Рокни Брубейкер заявили о прекращении своего партнёрства. При этом Кеана намерена сделать годичный перерыв в своей любительской спортивной карьере и сосредоточиться на учёбе в школе. В ноябре 2010 года она приняла участие в телешоу американского канала ABC «Skating with the Stars», где составила пару актёру и музыканту Брендону Майклу Смиту.

## Спортивные достижения
(С Брубейкером)
| Соревнования                       | 2006—2007 | 2007—2008 | 2008—2009 | 2009—2010 |
| ---------------------------------- | --------- | --------- | --------- | --------- |
| Чемпионаты мира                    |           |           | 11        |           |
| Чемпионаты Четырёх континентов     |           |           | 5         | 2         |
| Чемпионаты мира среди юниоров      | 1         |           |           |           |
| Чемпионаты США                     | 1J.       | 1         | 1         | 5         |
| Финалы Гран-при                    |           | WD        |           |           |
| Этап Гран-при:Rostelecom Cup       |           |           |           | 3         |
| Этап Гран-при:Skate America        |           |           | 2         | 4         |
| Этап Гран-при:Skate Canada         |           |           | 3         |           |
| Этап Гран-при:NHK Trophy           |           | 2         |           |           |
| Этап Гран-при:Cup of China         |           | 2         |           |           |
| Финалы юниорского Гран-при         | 1         |           |           |           |
| Этапы юниорского Гран-при, Тайвань | 1         |           |           |           |
| Этапы юниорского Гран-при, Венгрия | 1         |           |           |           |

- WD = снялись с соревнований

(С Бургессом)
| Соревнования   | 2003—2004 | 2004—2005 |
| -------------- | --------- | --------- |
| Чемпионаты США | 3N.       | 4J.       |

- N = детский уровень; J = юниорский уровень